# 奥林匹克运动会汶莱代表团
奥林匹克运动会汶莱代表团（英語：Brunei at the Olympics，國際奧委會國家編碼為：BRU）以汶萊達魯薩蘭國奧林匹克委員會身份参加奧林匹克運動會。
該代表團成立於1984年，並在同年得到國際奧林匹克委員會的承認。
汶萊在1988年夏季奧運會中首次登場。當時，汶萊代表團僅委派了一名官方代表參與該賽事，而並沒有指派任何運動員進行參賽。其後汶萊代表團連續三次分別參與了於1996年、2000年、2004年所舉辦的夏季奧林匹克運動會賽事，並且各指派了一名代表運動員參賽。至今為止，汶萊代表團從未參與過冬季奧林匹克運動會的賽事，該國亦在歷屆的夏季奧林匹克運動會中尚未獲得任何一枚獎牌。

## 歷史
2008年夏季奧林匹克運動會，汶萊本應按照原定計畫參與該屆的奧林匹克運動會，但最終因開幕式當天為止未能即時向國際奧林匹克委員會登記任何運動員的緣故而遭除名，成為了當時唯一一個無法派出運動員參加該屆奧林匹克運動會的國家。
在2010年，汶萊代表團成為未曾派出過女性參與奧林匹克運動會的三個國家代表團 之一。國際奧林匹克委員會於2010年對外宣佈 將會促請這些國家儘快通過並推動女性參與奧林匹克運動會 。不久之後，卡塔爾奧林匹克委員會向外表示 在倫敦舉辦的2012年夏季奧林匹克運動會中「希望至少能派出4名女性運動員來分別參與射擊與擊劍項目。」
在2010年首屆青年奧運會中，由三人組成的汶萊代表團中，有兩名女性運動員。（分別為 游泳運動員Amanda Jia Xin Liew 和 跨欄運動員Maziah Mahusin。）
在2012年3月，汶萊向國際奧林匹克委員會發出通知，表示他們有意讓選手Maziah Mahusin參與到倫敦奧運會賽事中。儘管Mahusin大致上不太符合奧林匹克運動會的參賽資格，但根據奧運會的普遍性原則，她被賦予參與該屆奧運會的權利。國際奧林匹克委員會同時指出「儘管國家奧林匹克委員會派出的運動員未達到田徑和游泳項目的參賽標準，但他們依然可以派出未具有參賽資格的選手前來參與此些項目。」最終Maziah Mahusin成為了汶萊代表團在倫敦奧運會陣容之一的參賽選手，同時亦是汶萊代表團的首位女子奧運會參賽選手。